# Nōrin
Nōrin (のうりん?) è una serie di light novel giapponese scritta da Shirow Shiratori con le illustrazioni di Kippu. È stata pubblicata dal 15 agosto 2011 al 15 ottobre 2016 da SB Creative. Un adattamento anime prodotto da Silver Link è stato trasmesso dal 10 gennaio al 29 marzo 2014 e reso disponibile in streaming su Crunchyroll.

## Trama
L'improvviso ritiro della famosa idol Yuka Kusakabe dal mondo dello spettacolo sconvolge tutto il mondo e devasta il suo più grande fan, un adolescente di nome Kosaku Hata. I suoi compagni di classe riescono a tirarlo fuori dalla depressione e a portarlo fuori dalla sua stanza per frequentare le sue lezioni di agraria. Tuttavia, come lui, Kusakabe entra nella loro classe sotto il nome di Ringo Kinoshita come studente trasferito. Kosaku si rende conto di avere l'opportunità irripetibile di conoscere personalmente la ragazza dei suoi sogni. Con il suo gruppo di amici, e sotto la persuasione del suo insegnante, cerca di scoprire perché è venuta alla scuola di agraria e diventano più che semplici compagni di classe.

## Personaggi

I protagonisti nell'anime. Da sinistra verso destra: Yoshida, Kei, Minori, Ringo e Kōsaku

Kōsaku Hata (畑 耕作?, Hata Kōsaku)
Doppiato da: Shintarō Asanuma
Il rappresentante di classe della classe 2-A. I suoi genitori avevano deciso di diventare agricoltori quando lui era molto piccolo, ma la sua riluttanza a farlo ha portato la famiglia alla frattura e alla fine sua madre è morta. A tal fine, è stato allevato quasi interamente dalla famiglia della sua amica Minori. Kōsaku idolatra Yuka Kusakabe, che la vede come un simbolo di una vita in città che desidera disperatamente. Si iscrive a una scuola di agricoltura solo per poterle inviare le sue verdure coltivate in modo anonimo, ed è devastato quando viene a sapere del suo ritiro.
Ringo Kinoshita (木 下 林檎?, Kinoshita Ringo)
Doppiata da: Yukari Tamura
Una idol che in precedenza si esibiva sotto il nome d'arte Yuka Kusakabe (草壁 ゆか?, Kusakabe Yuka). Si ritira inaspettatamente dallo spettacolo e si iscrive alla scuola di agraria Tamo. A differenza del suo personaggio, lei, come Ringo, è più riservata e tranquilla. È in qualche modo una rivale di Minori per quello che sembra essere l'affetto di Kōsaku. Alla fine viene rivelato che Ringo è venuta alla scuola di agraria perché Minori le ha scritto una lettera su Kōsaku, cosa che l'ha fatta innamorare di lui. Gli confessa i suoi sentimenti nell'ottavo romanzo e iniziano a frequentarsi.
Minori Nakazawa (中 沢 農?, Nakazawa Minori)
Doppiata da: Kana Hanazawa
La migliore amica d'infanzia di Kōsaku. Ha una grande cotta per Kōsaku e la sua eccessiva protezione per lui è aumentata con l'arrivo di Ringo. Anche se sembrano essere sempre in competizione, spesso sanno essere anche amichevoli l'una con l'altra.
Kei Kamatori (過真鳥 継?, Kamatori Kei)
Doppiato da: Wataru Hatano
Un amico di Kōsaku e Minori. A volte è analitico, ma è noto per indossare i mankini ogni volta che è presente dell'acqua. Ogni tanto viene visto cavalcare una capra chiamata Yakul, anche se il suo vero non è stato ancora rivelato. È il figlio del proprietario di una grande azienda agricola, che ha perso in una resa dei conti di vendita agricola, spingendolo così ad andare all'estero per e frequentare il seminario che gli era stato proposto. Ha litigato con suo padre in quanto quest'ultimo utilizzava delle sostanza chimiche nei suoi metodi di coltivazione a cui la sua moglie, nonché madre di Kei, era terribilmente sensibile, il che ha contribuito alla sua morte prematura. Questo è il motivo principale del desiderio di Kei di coltivare solo prodotti biologici senza l'uso di sostanza chimiche come ad esempio i pesticidi. Nell'episodio 10 dell'anime rivela di aver chiesto a sua zia di adottarlo dopo il litigio con il padre, il che spiega perché il suo cognome è Kamatori e non Menjō.
Jane Natalie Hansen III (ジェーン・ナタリー・ハンセン三世?, Jēn Natarī Hansen sansei)
Studentessa internazionale proveniente dal Texas.
Kochō Yoshida (良田 胡蝶?, Yoshida Kochō)
Doppiata da: Marina Inoue
Compagna di classe di Kōsaku, è una degli Shitennō (四天農? lett. "Quattro contadini celesti"), dove è nota come "Boin Yoshida". È laureata in zootecnia. Ha una cotta per Kei, ma nega sempre l'evidenza di fronte agli altri. Passa da una personalità orgoglioso e severa a una timida e balbettante quando si sente imbarazzata o timida. Una gag ricorrente nella serie è che le persone tendono a menzionare e/o enfatizzare le sue grandi dimensioni del seno e molestarla per questo motivo, facendole provare un grande imbarazzo. Successivamente accompagna Kei a un seminario all'estero a cui sono stati invitati entrambi.
Akari Suzuki (鈴木 燈?, Suzuki Akari)
Doppiata da: Yuka Ōtsubo
Rappresentante di classe della sezione 2-B e uno degli Shitennō, dove viene chiamata "Bio Suzuki". Esperta di biotecnologia, ha inventato una cultura dello yogurt che si può applicare semplicemente, in parte usandola come mezzo per giustificare il suo feticcio per il bukkake bagnando sia Kōsaku che Kei a vicenda. Di solito è vestita con un abito da Gothic Lolita. Come Kanegami, tende a seguire le idee degli altri Shitennō.
Torao Kanegami (金上 虎於?, Kanegami Torao)
Doppiato da: Mariko Higashiuchi
Rappresentante di classe della sezione 2-D, è uno degli Shitennō, dove è noto come "Money Kanegami". È un vero maestro in tutto ciò che riguarda il fare soldi con tutti i mezzi necessari, arrivando al punto di venire sospeso; ma lo trova divertente. Segue anche lui le ideologie degli altri Shitennō. È noto per i suoi orecchini appariscenti (i quali hanno il simboli del dollaro e dello yen).
Kaoru Hanazono (花園 カヲル?, Hanazono Kaoru)
Doppiato da: Kishō Taniyama
Rappresentante di classe della sezione 2-E, è anche lui un membro degli Shitennō, dove viene chiamato "Rose Hanazono". È un esperto nell'arte sulla paesaggistica, ma Kōsaku è in qualche modo in disaccordo con lui per aver fatto un paesaggio dedicato a Minori nonostante la sua preferenza di genere. La sua vera inclinazione viene rivelata quando viene invitato da Ringo con la scusa di attirare Kōsaku. È riuscito a baciarlo approfittando del fatto che Kōsaku non era consapevole del tipo di persone da cui è attratto, sebbene Kei abbia provato in ogni modo di avvertirlo, ma riuscendoci troppo tarti.
Rintarō Miyamoto (宮本 林太郎?, Miyamoto Rintarō)
Doppiato da: Nobuyuki Hiyama
Rappresentante di classe della sezione 2-F, altro membro degli Shitennō, il suo soprannome è "Woodman Rintarō". Ha la padronanza del commercio forestale, ma è molto geloso del fatto che ci siano due belle ragazze vicine a Kōsaku; diventa disperato quando una ragazza si siede accanto a lui, questo è dovuto al fatto che non ci sono ragazze nella sua classe. Sebbene Kōsaku abbia menzionato che la sua classe aveva una compagna di classe femminile, Rintarō afferma arrabbiato che quest'ultima è scappata dopo un solo giorno. Si afferma debole contro i triangoli amorosi.
Natsumi Bekki (戸次 菜摘?, Bekki Natsumi)
Doppiata da: Chiwa Saitō
Conosciuta anche come "Becky", è l'insegnante della sezione 2-A. A causa dei suoi sbalzi d'umore, ha la caratteristica di far precipitare improvvisamente l'intera classe nella disperazione. Nonostante il suo aspetto giovanile e il suo comportamento, è una vera adulta, difatti ha quarant'anni. Una gag ricorrente vede Bekki e Kōsaku in situazioni esilaranti dove lei dice che va bene "farlo" dato che è lui. Ha una disperato bisogno di sposarsi, e questa sua disperazione si traduce nel suo comportamento irregolare, quasi isterico, specialmente quando l'argomento stesso viene sollevato e spesso diventa gelosa delle ragazze più giovani di lei. Viene anche detto che l'unico motivo per cui non è stata ancora licenziata per il suo comportamento inappropriato è per via del fatto che il padre è un politico importante.
Kuwanosuke Naganawa (永縄 鍬之介?, Naganawa Kuwanosuke)
Doppiata da: Tomokazu Sugita
Preside della Tamo Agriculture School che Kōsaku sostiene dopo aver ucciso un orso con le sue mani simili a quelle di un orso.
Hajime Menjō (校條 創?, Menjō Hajime)
Doppiato da: Rikiya Koyama
Presidente della Hexa Techs Corporation e padre biologico di Kei Kamatori che ha battuto in un concorso di vendita di prodotti ortofrutticoli nell'episodio 10. Lui e Kei hanno litigato a causa del suo continuo utilizzo di sostanze chimiche nei suoi metodi di coltivazione a cui sua moglie era molto sensibile e che ha contribuito alla sua morte prematura. È un uomo d'affari acuto che Kei afferma di avere sempre gli occhi puntati sui profitti. A differenza di suo figlio, ritiene che l'utilizzo della tecnologia moderna in agricoltura produca risultati migliori rispetto ai prodotti coltivati biologicamente.

## Media

### Light novel
La serie di light novel, scritta da Shirow Shiratori e illustrata da Kippu, è stata pubblicata dal 15 agosto 2011 al 15 ottobre 2016 da SB Creative sotto l'etichetta GA Bunko.

#### Volumi
| Nº | Data di prima pubblicazione | Data di prima pubblicazione                                                 | Data di prima pubblicazione |
| Nº | Giapponese                  | Giapponese                                                                  |                             |
| -- | --------------------------- | --------------------------------------------------------------------------- | --------------------------- |
| 1  | 15 agosto 2011              | ISBN 978-4-7973-6690-7                                                      |                             |
| 2  | 15 novembre 2011            | ISBN 978-4-7973-6811-6                                                      |                             |
| 3  | 15 marzo 2012               | ISBN 978-4-7973-6896-3                                                      |                             |
| 4  | 11 agosto 2012              | ISBN 978-4-7973-7135-2                                                      |                             |
| 5  | 15 dicembre 2012            | ISBN 978-4-7973-7252-6                                                      |                             |
| 6  | 15 aprile 2013              | ISBN 978-4-7973-7336-3                                                      |                             |
| 7  | 14 settembre 2013           | ISBN 978-4-7973-7521-3                                                      |                             |
| 8  | 15 gennaio 2014             | ISBN 978-4-7973-7657-9 (ed. regolare) ISBN 978-4-7973-7558-9 (ed. limitata) |                             |
| 9  | 15 luglio 2014              | ISBN 978-4-7973-7753-8                                                      |                             |
| 10 | 14 marzo 2015               | ISBN 978-4-7973-8292-1 (ed. regolare) ISBN 978-4-7973-8233-4 (ed. limitata) |                             |
| 11 | 15 settembre 2015           | ISBN 978-4-7973-8499-4                                                      |                             |
| 12 | 15 marzo 2016               | ISBN 978-4-7973-8707-0                                                      |                             |
| 13 | 15 ottobre 2016             | ISBN 978-4-7973-8942-5                                                      |                             |

### Manga
Un adattamento manga illustrato da Maru Asakura, è stato serializzato dal 16 marzo 2012 al 5 giugno 2015 sulla rivista Young Gangan edita da Square Enix. I vari capitoli sono stati poi raccolti in otto volumi tankōbon pubblicati dal 10 agosto 2012 al 12 settembre 2015.
| Nº | Data di prima pubblicazione | Data di prima pubblicazione | Data di prima pubblicazione |
| Nº | Giapponese                  | Giapponese                  |                             |
| -- | --------------------------- | --------------------------- | --------------------------- |
| 1  | 10 agosto 2012              | ISBN 978-4-7575-3688-3      |                             |
| 2  | 15 dicembre 2012            | ISBN 978-4-7575-3811-5      |                             |
| 3  | 15 aprile 2013              | ISBN 978-4-7575-3947-1      |                             |
| 4  | 25 dicembre 2013            | ISBN 978-4-7575-4165-8      |                             |
| 5  | 25 marzo 2014               | ISBN 978-4-7575-4239-6      |                             |
| 6  | 14 luglio 2014              | ISBN 978-4-7575-4382-9      |                             |
| 7  | 24 gennaio 2015             | ISBN 978-4-7575-4543-4      |                             |
| 8  | 12 settembre 2015           | ISBN 978-4-7575-4733-9      |                             |

Un altro adattamento intitolato No-Rin Petit (のうりん プチ?, Nōrin Puchi), basato principalmente sulla commedia, è stato illustrato da Kotoji e serializzato dal 24 agosto 2013 al 25 agosto 2014 sulla testata Big Gangan edita sempre da Square Enix. I capitoli sono stati raccolti in due volumi tankōbon pubblicati dal 16 gennaio al 25 agosto 2014.
| Nº | Data di prima pubblicazione | Data di prima pubblicazione | Data di prima pubblicazione |
| Nº | Giapponese                  | Giapponese                  |                             |
| -- | --------------------------- | --------------------------- | --------------------------- |
| 1  | 16 gennaio 2014             | ISBN 978-4-7575-4198-6      |                             |
| 2  | 25 agosto 2014              | ISBN 978-4-7575-4373-7      |                             |

Un terzo manga dal nome No-Rin -Wild- (のうりん-野生-＜ガイヤ＞?, Nōrin-Yasei (Gaiya)), disegnato da Toshiko Machida, viene serializzato dal 17 ottobre 2013 su GA Bunko Magazine di SB Creative. I capitoli vengono raccolti in volumi tankōbon dal 25 marzo 2014.
| Nº | Data di prima pubblicazione | Data di prima pubblicazione | Data di prima pubblicazione |
| Nº | Giapponese                  | Giapponese                  |                             |
| -- | --------------------------- | --------------------------- | --------------------------- |
| 1  | 25 marzo 2014               | ISBN 978-4-7973-7658-6      |                             |
| 2  | 11 novembre 2014            | ISBN 978-4-7973-8019-4      |                             |

### Drama-CD
Un drama-CD è stato pubblicato da HOBiRECORDS il 27 aprile 2012.

### Anime
Un adattamento anime diretto da Shin Ōnuma e prodotto dallo studio d'animazione Silver Link, è stato trasmesso in Giappone dal 10 gennaio al 29 marzo 2014 per un totale di dodici episodi. La serie presenta otto brani musicali a tema, due d'apertura e sei di chiusura. Nel primo episodio, la sigla iniziale è Cordless☆Dere☆PHONE (コードレス☆照れ☆PHONE?), interpretata da Yukari Tamura e Jad Saxton mentre per i successivi viene impiegato il brano Himitsu no tobira kara ai ni kite (秘密の扉から会いにきて?) cantato da Yukari Tamura. In chiusura sono stati adoperati rispettivamente Himitsu no tobira kara ai ni kite di Yukari Tamura (ep. 1 e 12), Mogitate ♥ Fruit Girls (も・ぎ・た・て♥フルーツガールズ?, Mogitate ♥ Furūtsu Gāruzu) interpretata sempre da Yukari Tamura in coppia con Kana Hanazawa (ep. 2, 4-7 e 9), Minori no zokkon mirai yohō ♥ (みのりのぞっこん未来予報♥?) di Kana Hanazawa (ep. 3), Ponytail no shijū (ポニーテールの四十?, Ponītēru no shijū) di Chiwa Saitō (ep. 8), Kimi to New Day (君と＊にゅう＊DAY♡?) di Marina Inoue (ep. 10) e Cordless☆Dere☆PHONE di Yukari Tamura (ep. 11).
I diritti internazionali sono stati acquistati da Crunchyroll, tuttavia la serie è inedita in Italia.

#### Episodi
| Nº | Titolo italiano (traduzione letterale) Giapponese 「Kanji」 - Rōmaji | In onda          | In onda |
| Nº | Titolo italiano (traduzione letterale) Giapponese 「Kanji」 - Rōmaji | Giapponese       |         |
| 1  | Chuno Love Story 「厨脳ラブストーリー」 - Kuriya nō Rabu Sutōrī | 10 gennaio 2014  |         |
| 1  | L'idol teenager Yuka Kusakabe annuncia il suo ritiro. Kōsaku Hata, uno studente della scuola agraria Tamo e il suo più grande fan, rimane devastato dalla notizia. Poco dopo una nuova ragazza di nome Ringo Kinoshita si unisce alla loro classe, solo che questa sembra stranamente familiare. |                  |         |
| 2  | King of Farmers 「ング・オブ・ファーマーズ」 - Kingu Obu Fāmāzu | 18 gennaio 2014  |         |
| 2  | Kōsaku porta la nuova arrivata Ringo in giro per la scuola e le presenta l'amica d'infanzia Minori Nakazawa, il suo migliore amico Kei Kamatori, il wallaby domestico Wakadana e la compagna di classe dal seno prosperoso, Kochō Yoshida. Durante una festa di benvenuto, Ringo sembra stranamente gelosa quando Minori sta vicina a Kōsaku, almeno fino a quando uno sfortunato incontro in lavanderia si trasforma in una competizione per le "migliori mutandine". |                  |         |
| 3  | La super guerra sottomamma: Fase di formazione 「スーパー姑大戦 実習篇」 - Sūpā shūtome taisen jisshū-hen | 25 gennaio 2014  |         |
| 3  | Kōsaku è devastato nello scoprire che Minori ha buttato via tutta la sua collezione dedicata a Yuka Kusakabe, così come il suo cuscino preferito. Successivamente Ringo passa la sua prima giornata a lavorare alle coltivazioni assieme agli altri studenti e qui è determinata ad affrontare Minori in una serie di sfide per mostrare che non cede facilmente dinanzi ai problemi. |                  |         |
| 4  | Il sorriso che mi hai mostrato 「君が見せた笑顔」 - Kimi ga miseta egao | 1º febbraio 2014 |         |
| 4  | Kōsaku, Kei e le ragazze decidono di collaborare per catturare un ladro di verdure che ha commesso alcuni furti dai campi durante la notte precedente. Successivamente un malinteso porta a un certo imbarazzo nella camera da letto di Minori quando Kōsaku decide di farle visita. Poi quest'ultimo è preoccupato del fatto che Ringo non abbia sorriso nemmeno una volta da quando è arrivata a scuola, ed insieme agli altri prova a fare vari tentativi per rimediare. |                  |         |
| 5  | I cinque primi quattro dell'agricoltura 「五人の四天農」 - Gonin no shitennō | 8 febbraio 2014  |         |
| 5  | Attraverso una serie di sfortunati eventi Ringo incontra tre dei migliori studenti di agricoltura della scuola, il rappresentante di classe ossessionato dagli yaoi del dipartimento di biotecnologia, Akari "Bio" Suzuku, il rappresentante di classe sempre solitario del dipartimento di selvicoltura, Rintarō "Woodman" Miyamoto e Kaoru "Rose" Hanazono, rappresentante di classe stranamente effeminato del dipartimento di paesaggistica. |                  |         |
| 6  | L'alchimista del moe 「萌（めぐみ）の錬金術師」 - Megumi no renkinjutsushi | 15 febbraio 2014 |         |
| 6  | Kōsaku e i suoi amici si rendono conto che potrebbero vendere più prodotti utilizzando delle ragazze carine nella loro pubblicità. Così appare la studentessa esperta nel fare soldi Torao "Money" Kanegami. In poco tempo vengono sommersi da ordini per uova moe e funghi dalla forma erotica. Tuttavia scoprono che quello che stanno facendo va contro le regole della scuola e il successo è rapidamente seguito con la sospensione dalle lezioni. Successivamente tutti quanti vanno alla festa d'estate vestiti con lo yukata. |                  |         |
| 7  | Insalata triste 「号泣サラダ」 - Gōkyū Sarada | 22 febbraio 2014 |         |
| 7  | Un improvviso numero di verdure avanzate porta i ragazzi a mangiarle per consumarle e finiscono per aumentare notevolmente di peso ma poi vi pongono rimedio facendo un po' di esercizio. L'arrivo prematuro della muffa rovina il primo raccolto di semi di soia di Ringo e la siccità seguita da piogge intense ha quasi devastato la raccolta di pomodori di quell'anno. Dopo questa serie di eventi viene rivelato che Minori allegava delle lettere alle verdure che inviava Kōsaku a Ringo quando questa era un'idol. |                  |         |
| 8  | Nonna in cucina 「クッキングババ」 - Kukkingu baba | 1º marzo 2014    |         |
| 8  | L'insegnante di classe quarantenne Natsumi Bekki è stanca di essere single e si lascia andare all'ira alimentata dalla lussuria contro i raccolti e gli studenti che vi stanno lavorando, ma la minaccia viene presto sventata dall'intervento di Kei e una capra. In classe poi sorge un grande dibattito tra i ragazzi, ovvero se siano meglio i seni grandi oppure quelli piccoli. Poco dopo Kōsaku, Ringo e Bekki ospitano uno spettacolo culinario per la classe che alla fine si conclude con quest'ultima completamente nuda per eseguire il nyotaimori ma viene espulsa dall'aula dai suoi studenti esasperati. |                  |         |
| 9  | Costume da bagno per la scuola 「学校の海パン」 - Gakkō no kaipan | 8 marzo 2014     |         |
| 9  | Minori afferma di non essere mai andata al mare e gli amici vogliono rimediare decidendo di fare una gita. Tuttavia quest'ultima non è fattibile, poiché la pioggia, le inondazioni e dei forti eventi minacciano i campi circostanti. Dopo una serie di problemi, Kōsaku e Ringo utilizzano lo scuolabus per proteggere alcune piantagioni che rischiano di essere rovinate dal vento. Alla fine i ragazzi vengono premiati per le loro azioni e vengono accompagnati per un'escursione al mare ma quest'ultima viene interrotta durante il viaggio perché il maltempo è di nuovo in azione. |                  |         |
| 10 | Battaglia vegetariana: Definitivo contro supremo! 「究極と至高の野菜対決!」 - Kyūkyoku to shikō no yasai taiketsu! | 15 marzo 2014    |         |
| 10 | Il leggendario preside della scuola Kuwanosuke Naganawa, che una volta uccise un orso usando solo le sue mani, sta lentamente impazzendo per il desiderio di mangiare la "melanzana perfetta". Nel frattempo, il ricco padre di Kei e proprietario della Hexa Techs Corporation (Hajime Menjō), sfida Kei in una vendita al dettaglio, dove il figlio espone i suoi prodotti biologici contro quelli chimicamente migliorati del padre. Se Kei perde, dovrà lasciare i suoi amici e tornare a casa con suo padre per dirigere l'azienda. Dopo una sfida molto contesa, Kei ne esce sconfitto ma il padre gli dice di aver cambiato idea nei suoi confronti, così il figlio parte per un viaggio all'estero in compagnia di Yoshida. |                  |         |
| 11 | Allegro villaggio agricolo 「あかるいのうそん」 - Akarui nōson | 22 marzo 2014    |         |
| 11 | Con Kei e Yoshida che stanno viaggiando insieme all'estero, Kōsaku, Minori e Ringo tornano nella città natale dei primi due ragazzi per trascorrere le vacanze estive, tuttavia, un falso annuncio di gravidanza finisce per far fidanzare Kōsaku con Minori con il pieno sostegno dei genitori di quest'ultima. Successivamente la madre di Minori spiega che devono inscenare di essere una coppia per cercare di far tornare il villaggio rigoglioso come un tempo. |                  |         |
| 12 | Tutti sono Nōrin 「みんなののうりん」 - Minna no Nōrin | 29 marzo 2014    |         |
| 12 | Kōsaku è costretto a portare avanti un falso matrimonio per il bene del villaggio, tuttavia, la copertura salta quando Wakadana esce dal marsupio che aveva fatto Minori per simulare di essere incinta e finisce così per rovinare l'atmosfera festosa che si era creata nel momento più cruciale della cerimonia. Tuttavia un sincero discorso di scuse fatto da Kōsaku riesce a salvare per un pelo la situazione ma siccome non sa scegliere tra Ringo e Minori finisce per ricevere un pugno in faccia da entrambe. Alla fine tutti i ragazzi tornano a scuola, dove Ringo e Minori guardano felici Kōsaku mentre viene inseguito da un toro scatenato nel cortile dell'istituto.                                              |                  |         |

## Accoglienza
Tre redattori di Anime News Network hanno recensito il primo episodio dell'anime: Carl Kimlinger ha trovato la storia d'amore dominante come "orribile" e "cosmicamente improbabile", e l'uso dell'agricoltura come sfondo impallidisce rispetto a serie come Moyasimon e Silver Spoon; Rebecca Silverman ha elogiato la sottile trasformazione di Yuka nel suo alter ego Ringo, ma ha ritenuto che l'umorismo fosse "non umoristico o addirittura offensivo" a causa di Kōsaku e del cast di supporto, concludendo che la trama del romanticismo del pesce fuor d'acqua ha del potenziale ma potrebbe non valere la pena aspettare diversi episodi per il suo sviluppo. Il terzo recensore, Theron Martin, ha dichiarato in merito all'episodio in generale: "I meriti tecnici sono rispettabili, inclusa una sigla d'apertura della serie impressionante, ma il modo in cui Ringo viene gestita in futuro è l'aspetto più potenzialmente interessante e alla fine determinerà il successo o il fallimento della serie". Martin ha recensito l'intera serie anime nel 2016. Ha elogiato i vari aspetti comici che offre insieme ad alcuni momenti commoventi attraverso una tavolozza "visivamente solida ma non eccezionale", ma ha pensato che era stata messa insieme in un modo tale da creare una narrazione sottoscritta nel suo "triangolo amoroso debole e incoerente", concludendo che "Nōrin poteva non rivelarsi il massimo, ma questo non gli impediva di essere abbastanza divertente. Bisognava tenere presente che non era così docile come le prime impressioni potevano suggerire e poteva essere un'esperienza visiva divertente".